# Koenigscollectie

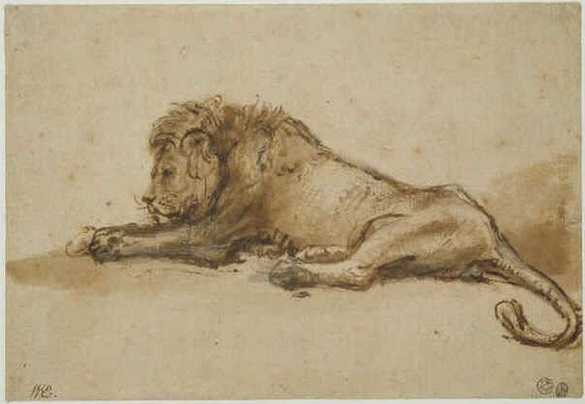
Liggende leeuw, tekening uit ± 1651 van Rembrandt van Rijn

De Koenigscollectie is een kunstverzameling van tekeningen en schilderijen bijeengebracht door de vlak voor de Tweede Wereldoorlog tot Nederlander genaturaliseerde Duitse zakenman Franz Koenigs (1881-1941).

## Collectie
De collectie omvat ruim 2600 tekeningen en 50 schilderijen, meesterwerken uit de veertiende tot en met de negentiende eeuw.

### Tekeningen

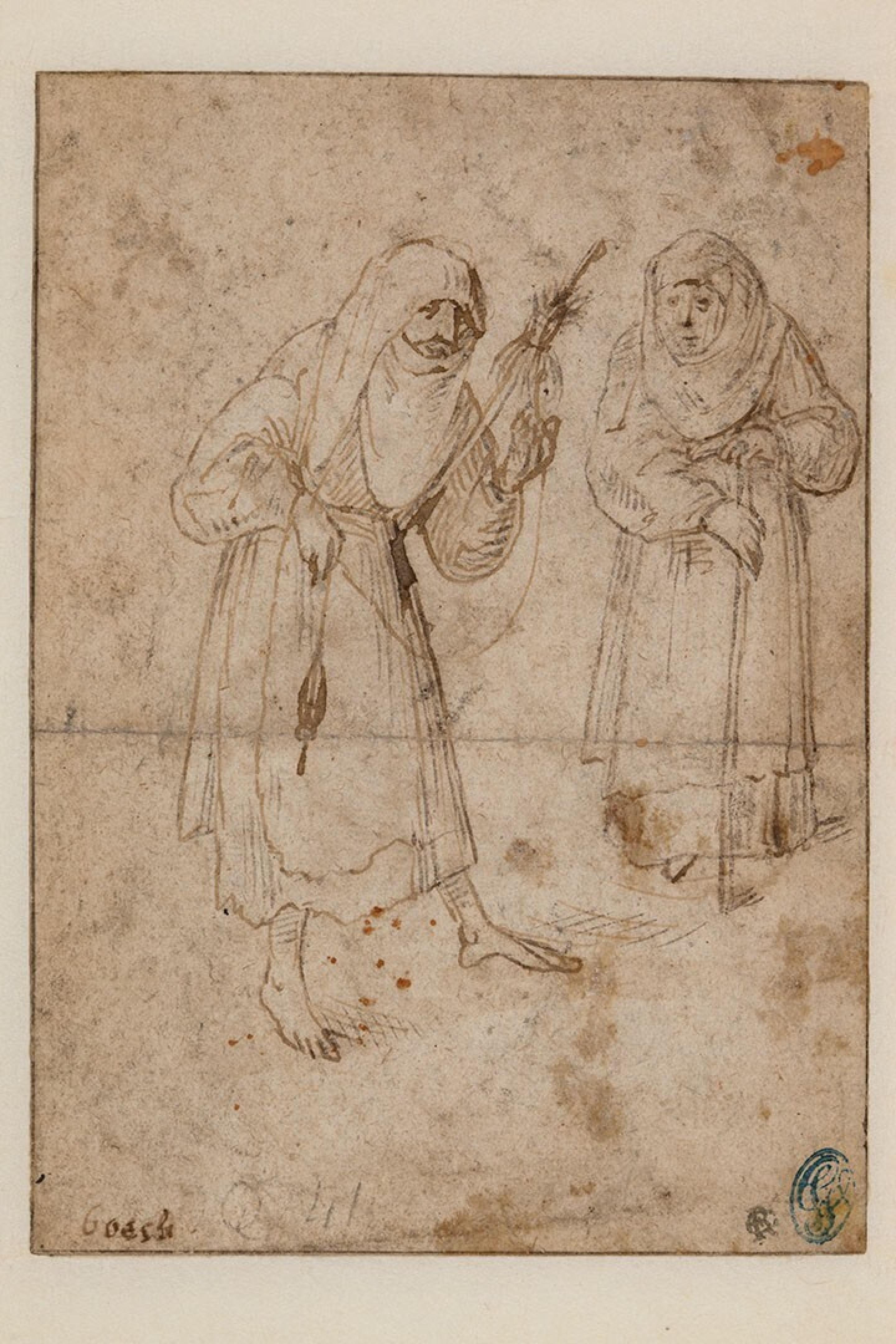
Spinster en oude vrouw van Jheronimus Bosch
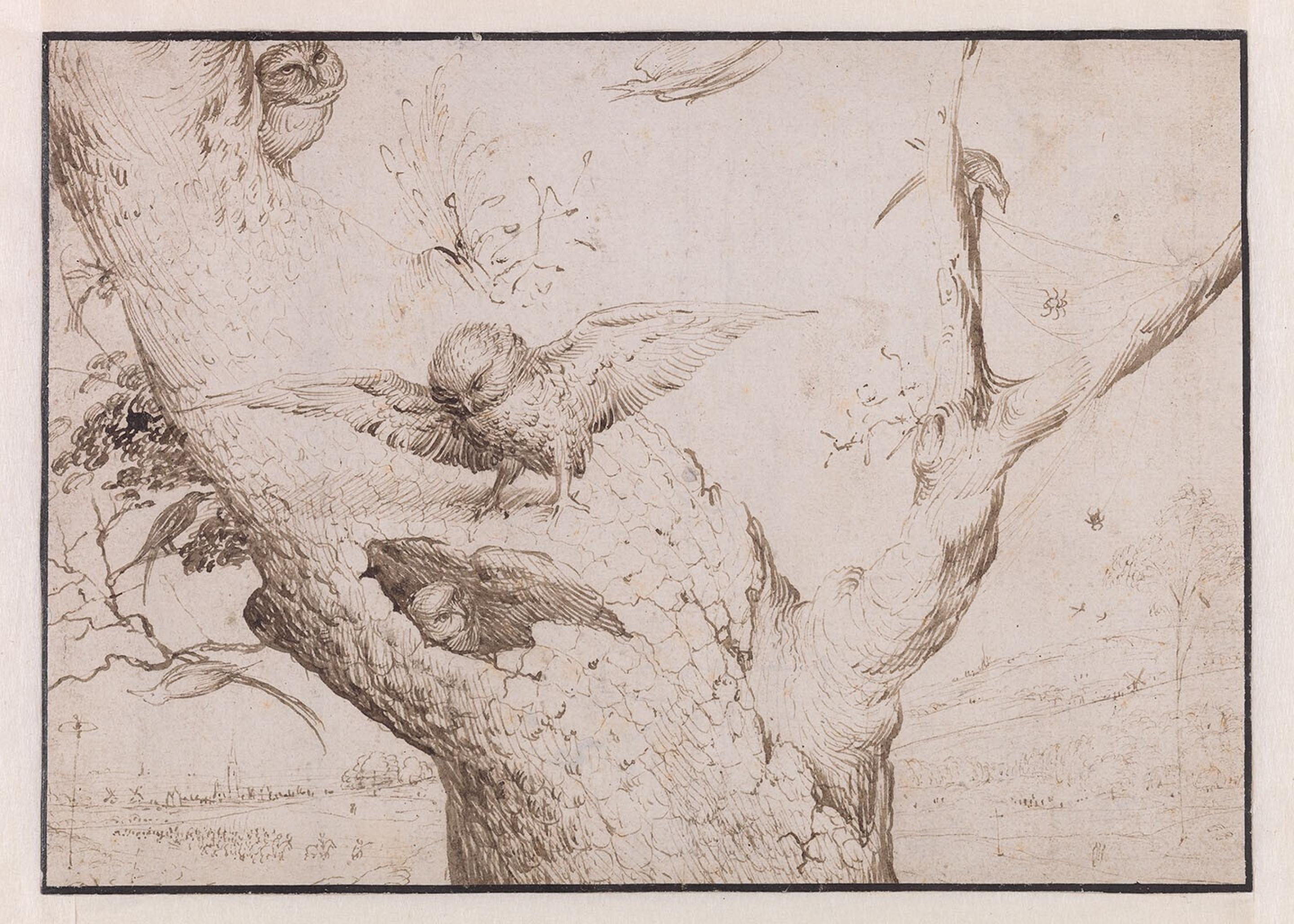
Uilennest van Jheronimus Bosch

### Schilderijen

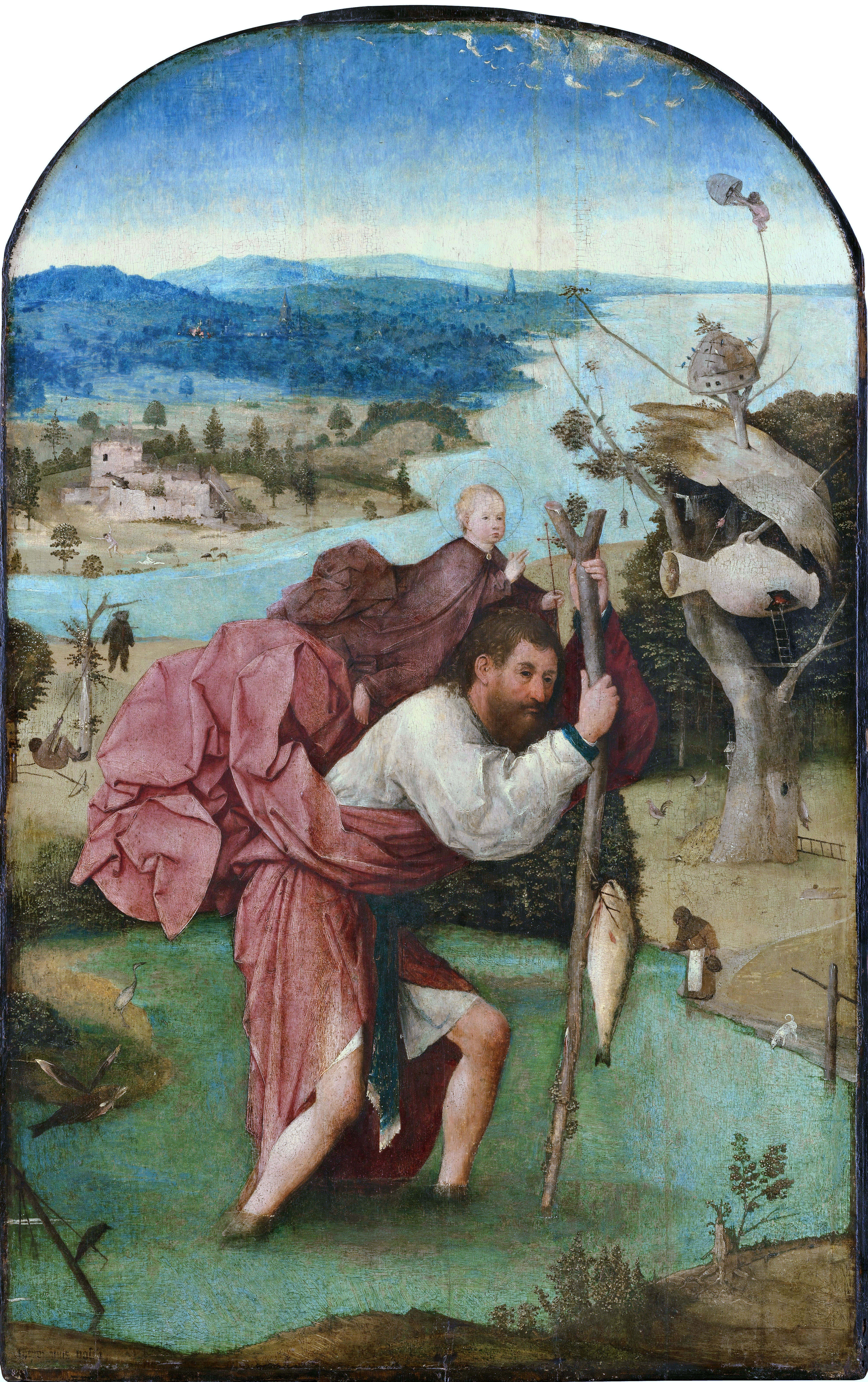
Heilige Christoforus van Jheronimus Bosch
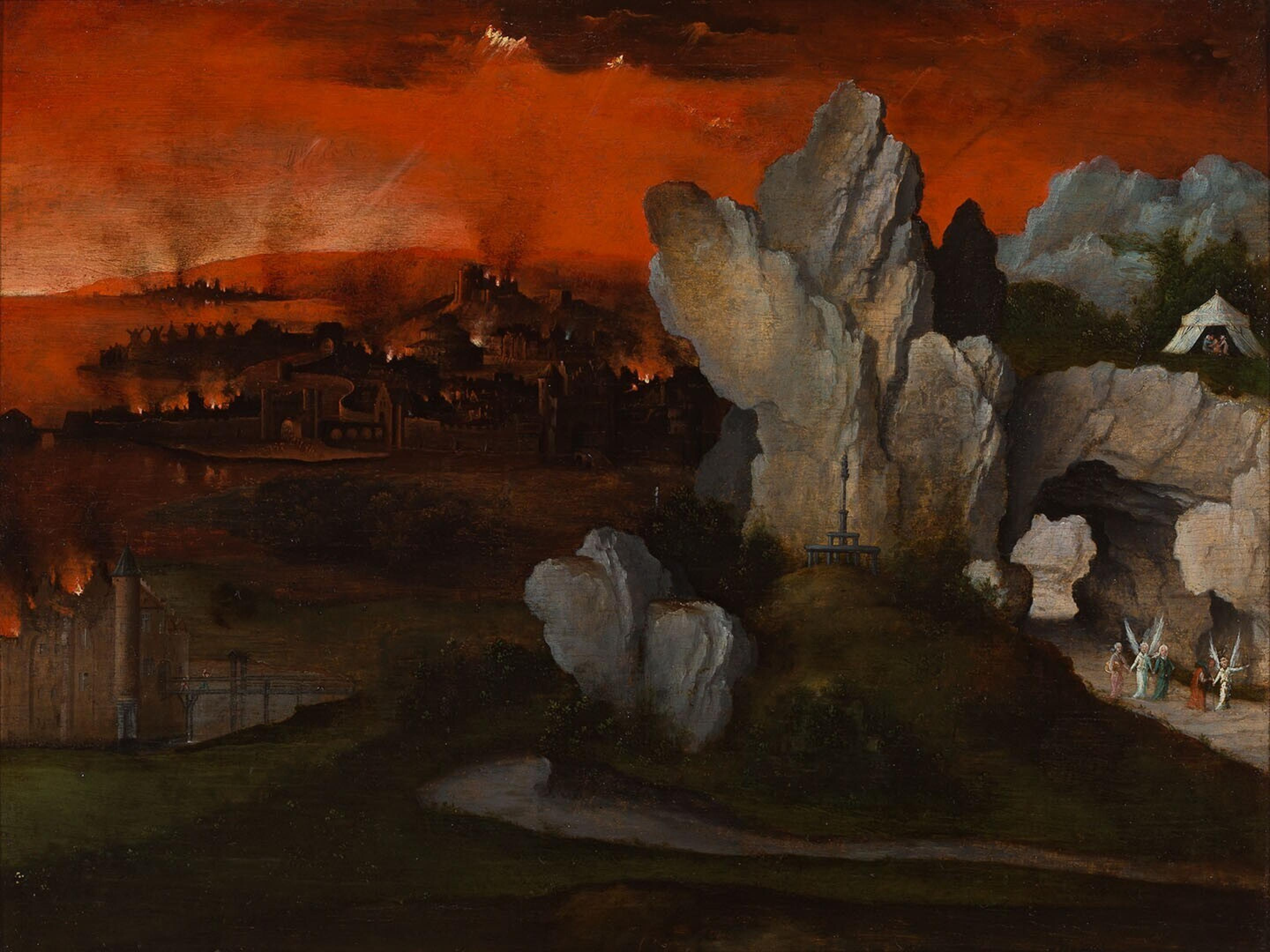
Landschap met de brand van Sodom en Gomorra (± 1520) van Joachim Patinir
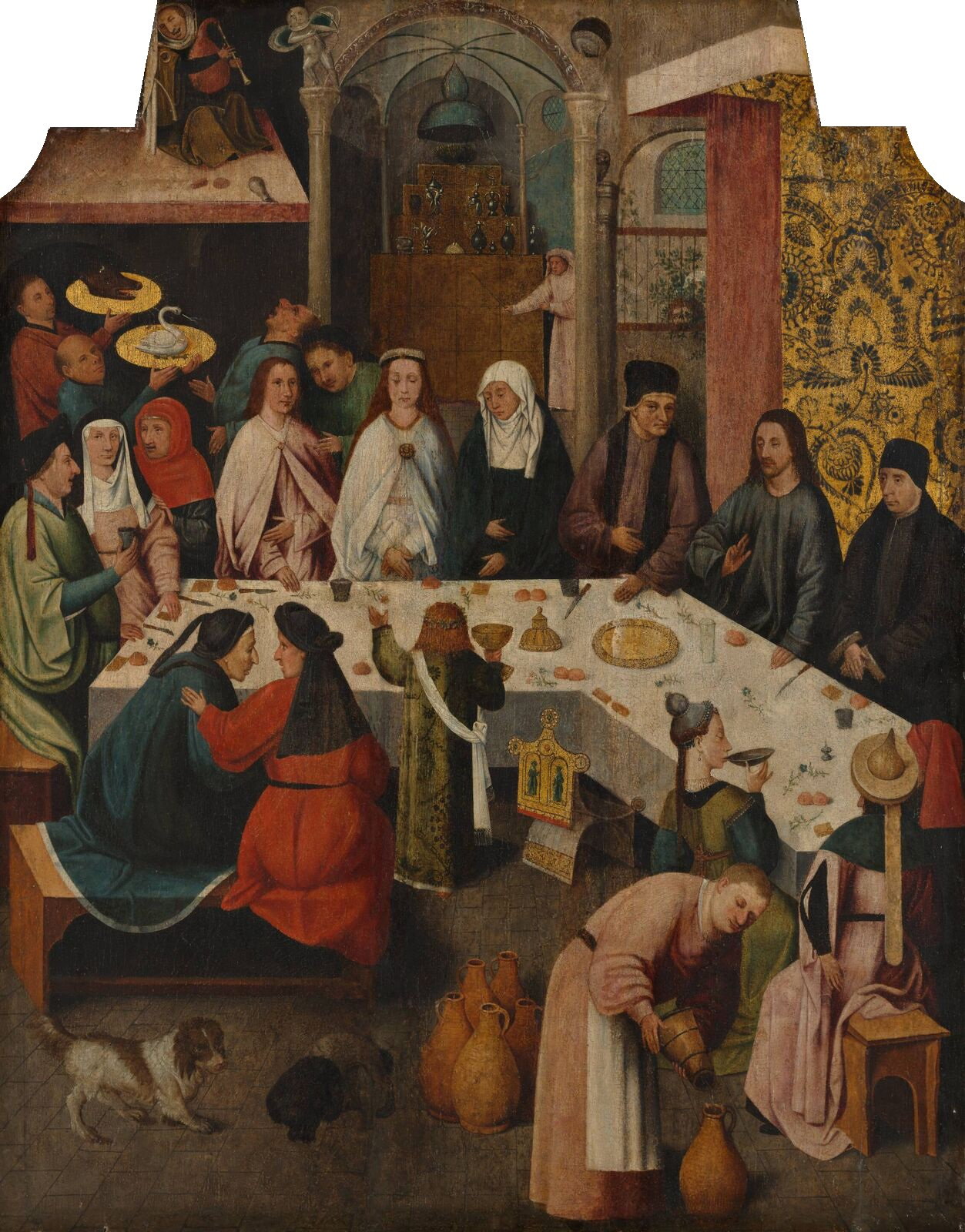
De Bruiloft van Kana naar Jheronimus Bosch
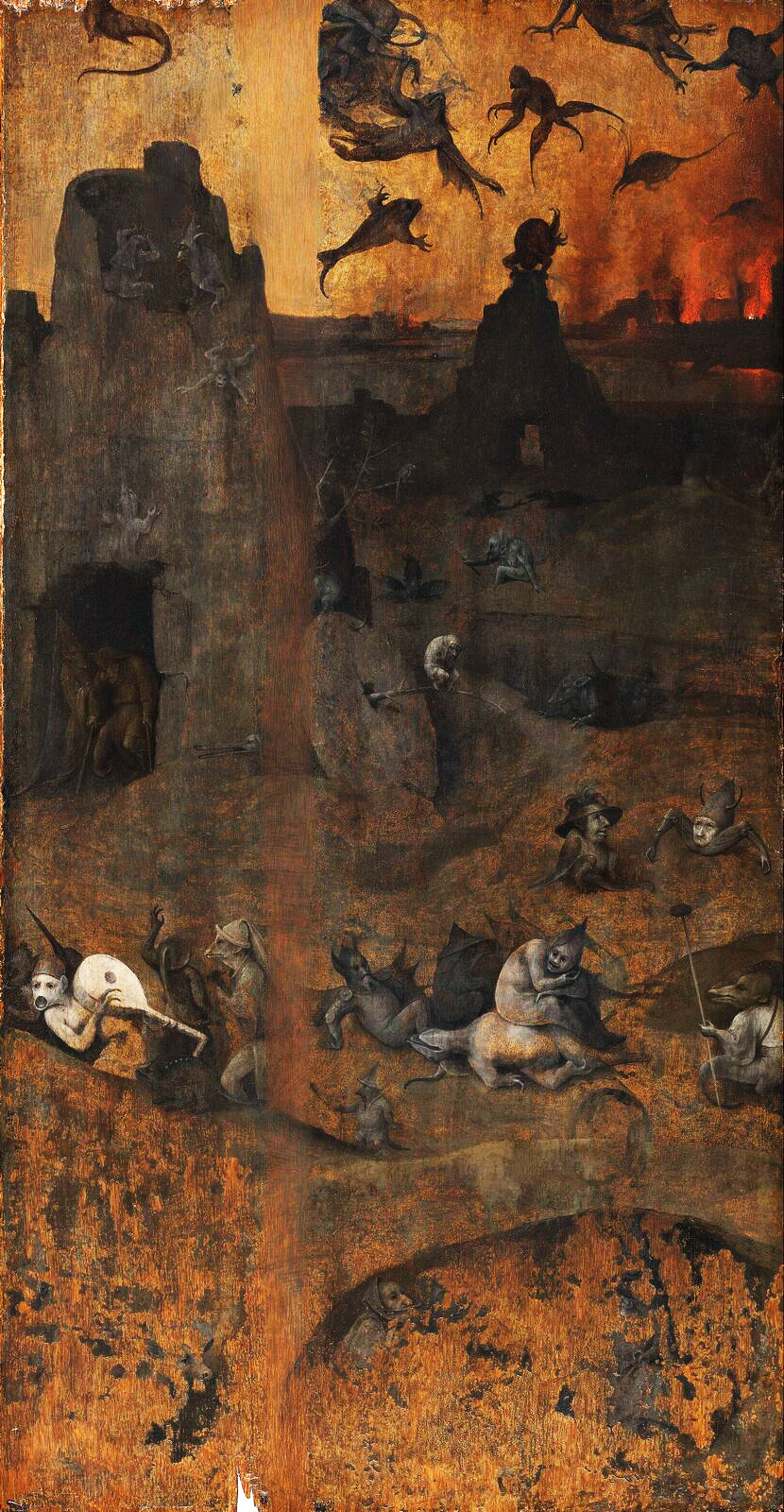
Zondvloed en hel van Jheronimus Bosch linkerpaneel
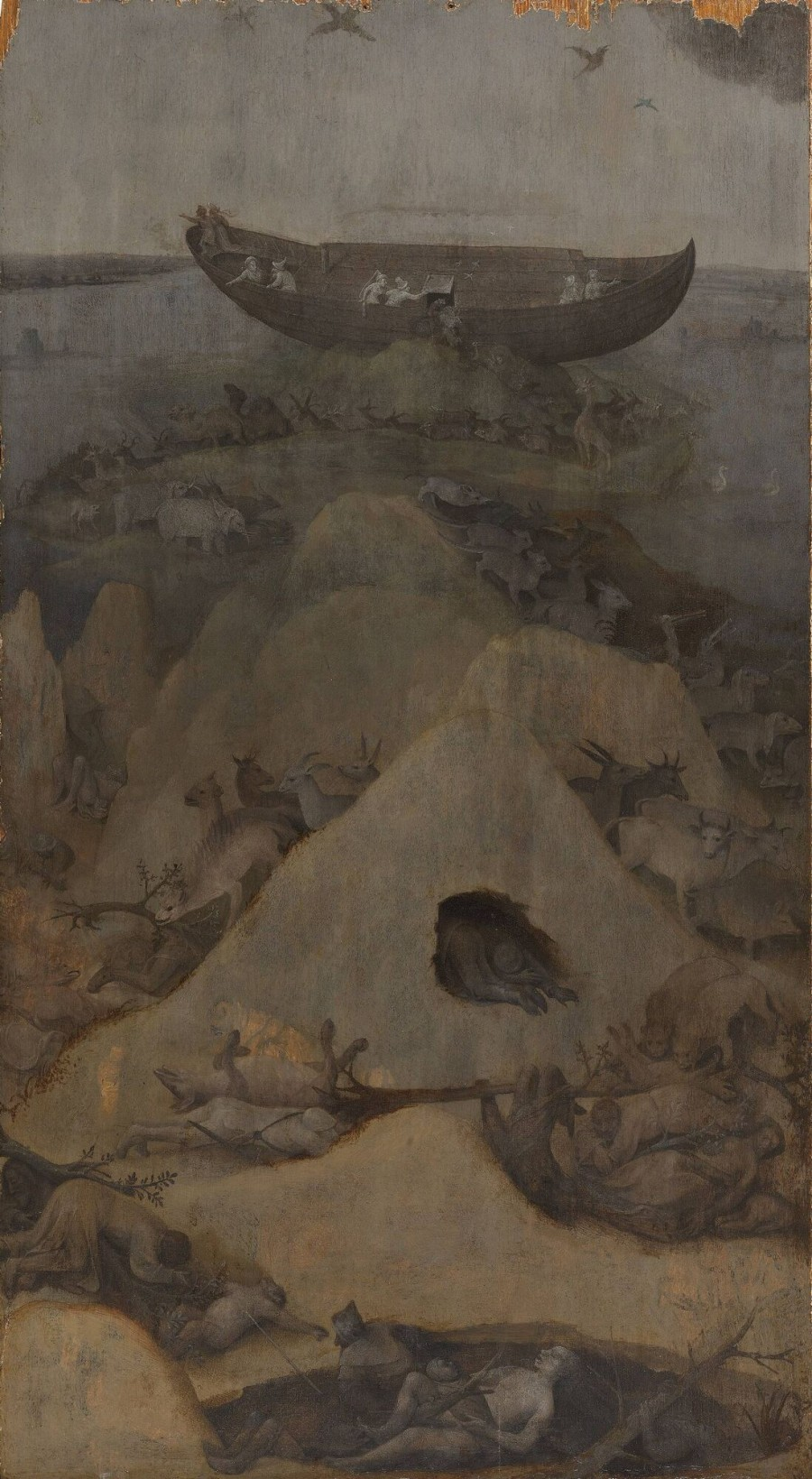
Zondvloed en hel van Jheronimus Bosch rechterpaneel

## Onderpand
Na de Beurskrach van 1929 en de daaropvolgende crisis van de jaren 30 kwam Koenigs in grote financiële problemen. Onder druk van een dreigend faillissement besloot hij geld te lenen bij de door Siegfried Kramarsky geleide bank Lisser & Rosenkranz. Hiervoor werd de kunstcollectie in onderpand gegeven waarbij Koenigs bedong dat de collectie in bruikleen aan het Museum Boymans (tegenwoordig Museum Boijmans Van Beuningen) werd gegeven. De lening van 1,3 miljoen gulden ging op 5 juni 1935 in en zou gelden voor een periode van vijf jaar.
Pogingen van de uit Duitsland afkomstige Joodse Kramarsky om tot Nederlander te worden genaturaliseerd, faalden. Gezien de dreiging van nazi-Duitsland na de Anschluss van Oostenrijk in 1938 en de invasie van Polen op 1 september 1939 vluchtte Kramarsky met zijn familie op 11 november 1939 naar Lissabon om daarvandaan door te reizen naar de Verenigde Staten, waar ze in januari 1940 aankwamen. Op 2 april 1940 besloten de aandeelhouders van Lisser & Rosenkranz over te gaan tot de liquidatie van de bank. Hierna werd de collectie te koop aangeboden, hoewel de vijf jaar van de lening nog niet verstreken waren.

## Verkoop

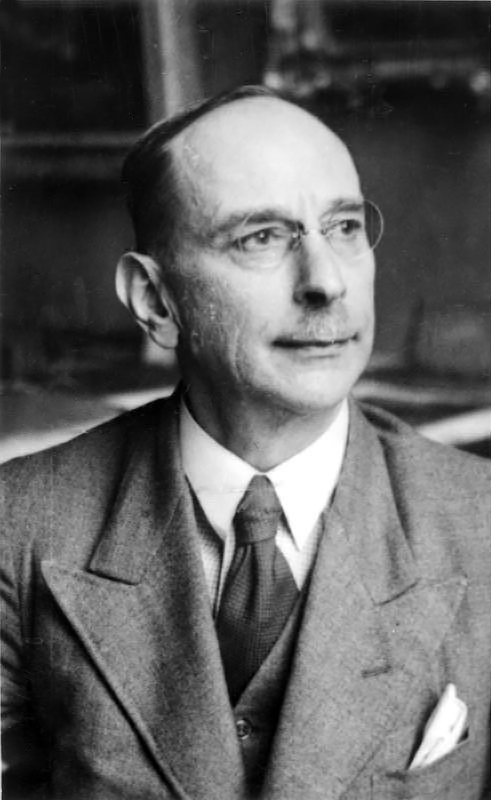
Dr. Hans Posse, kunsthistoricus en nazi

Directeur Dirk Hannema van het Museum Boymans vroeg twee kunstminnende Rotterdamse zakenlieden, Willem van der Vorm en Daniël George van Beuningen, de collectie aan te kopen en aan het museum te schenken. Van Beuningen kocht de gehele collectie. In januari 1941 verkocht Van Beuningen een groep van 527 meest waardevolle tekeningen en schilderijen aan de Duitse kunstkenner Hans Posse die het namens nazi-Duitsland aankocht voor het Führermuseum in Linz. Bijna alle 2200 andere stukken uit de Koenigs-collectie werden door Van Beuningen uiteindelijk aan het Museum Boymans geschonken. De kunstwerken voor Duitsland werden op 25 mei 1941 getransporteerd naar het Kupferstichkabinett Dresden. In 1942 werden ze vanwege bombardementen ondergebracht in landgoederen in de omgeving van Dresden.

## Na de oorlog
Aan het einde van de Tweede Wereldoorlog namen de Russen de door Posse aangekochte kunstwerken als oorlogsbuit in beslag en sloegen het op in slot Pillnitz. Na de terugtrekking van de Russen bleken veel kunstwerken verdwenen. Lange tijd ontkenden de autoriteiten van de Sovjet-Unie, later de Russische federatie, iets te weten van deze kunstwerken.
De geallieerden hadden in 1943 afgesproken in de zogeheten Joint Declaration, dat alle transacties met de Duitsers tijdens de oorlog ongeldig zouden worden verklaard. Vrijwillig aan Duitsers verkochte Nederlandse kunstwerken zouden toevallen aan de Staat der Nederlanden.
Erich Honecker, voorzitter van de Staatsraad van de DDR, gaf in 1987 tijdens een staatsbezoek aan Nederland 33 tekeningen terug. In 1992 gaf het Moskouse Poesjkinmuseum toe dat het 307 tekeningen uit de Koenigscollectie heeft. Die zijn daar nog steeds, ondanks Nederlandse druk. Meer succes had premier Balkenende die in het voorjaar van 2004 de Oekraïense president Koetsjma wist te bewegen om die zomer 139 tekeningen en drie prenten uit het Bogdan en Varvara Khanenko Kunstmuseum in Kiev aan de Nederlandse staat terug te geven.

## Eigendomsclaim
Enkele jaren na de oorlog hebben erfgenamen van Koenigs onderzocht of zij aanspraak konden maken op de aan Posse verkochte kunstwerken. Het was alom bekend dat het de wens van Franz Koenigs was om de collectie in het Boijmans Museum bij elkaar te houden. Uit het onderzoek bleek dat de verkoopovereenkomst slechts rechtsbetrekkingen schiep tussen Van Beuningen en de Amsterdamse bank N.V. Lisser & Rosenkranz, waarbij geen sprake was van een derdenbeding op grond waarvan de erven nakoming in rechte konden afdwingen. Van Beuningen kon dus vrij beschikken over de aankoop en was gerechtigd te verkopen. Na dit negatief juridisch advies heeft de familie van verdere aanspraak afgezien.
Vanaf 1997 claimt een van de kleindochters van Franz Koenigs, C.F. (Christine) Koenigs (1952), dochter van zoon F.F.R. Koenigs (1918-2000) en A.C. Hers, de gehele collectie. Zij diende claims in bij de Stichting Boijmans Museum, de Staat der Nederlanden, de Gemeente Rotterdam en bij verschillende buitenlandse musea. Haar claim uit 1997 op de hele collectie werd door de Nederlandse Staat in september 1997 afgewezen. Zij had deze claim naar eigen zeggen namens de 'Erven Koenigs' ingediend, maar het merendeel van de erfgenamen distantieerde zich van de vordering en ontzegde haar het recht namens de erven of familie Koenigs te handelen. Christine Koenigs was zelf geen erfgenaam.
Een claim uit 2002 op 34 schilderijen en 37 tekeningen door Christine Koenigs mede namens haar moeder A.C. Koenigs-Hers, werd op 10 december 2003 door de staatssecretaris van Onderwijs, cultuur en Wetenschap op advies van de Restitutiecommissie (rapport 1.6) afgewezen. Ook een hernieuwde claim door enkele familieleden werd in 2013 door de staatssecretaris afgewezen. Een claim ingediend door de kleindochter bij het Courtauld Institute of Art in Londen, betreffende drie Rubensschilderijen werd door het Britse Spoliation Advisory Panel op 28 november 2007 eveneens afgewezen.
In oktober 2006 is een rechtszaak aanhangig gemaakt tegen de Nederlandse staat in verband met een claim tot restitutie van 37 tekeningen en een aantal schilderijen door kleindochter Christine Koenigs. Zij stelde dat het ging om "oorlogskunst" die onder druk van de nazi's onvrijwillig is afgestaan. Als het nieuwe regime zich niet had laten gelden, stelde zij, had grootvader Koenigs destijds een beduidend hogere prijs kunnen bedingen. Volgens Wilhelm, een zoon van Koenigs, was de kunstmarkt al eerder ineengestort door de economische crisis met sterke prijsdalingen als gevolg.
Op 31 januari 2007 verklaarde de Nederlandse Raad van State het door het ministerie van OCW ingestelde hoger beroep tegen de uitspraak van de rechtbank Amsterdam van 7 juni 2006 gegrond. Daarmee werd de uitspraak van de rechtbank Amsterdam vernietigd. Hiermee werd tevens de bestuursrechtelijke procedure inzake het protest van Christine Koenigs tegen de afwijzing van de claim vernietigd.
In 2016 startten vijf kleinkinderen en een achterkleinkind in Rotterdam een rechtszaak waarin zij elf tekeningen en elf boeken terugeisen van Museum Boijmans van Beuningen die los van de grote collectie daar terecht zijn gekomen. Behalve het museum werd de gemeente Rotterdam gedaagd. Kern van het geding is de vraag Maakte deze bruikleen deel uit van een eerdere [1935], veel grotere bruikleen die deels aan het museum is geschonken? Kleindochter Christine Keunigs claimt dat de werken in 1935 in bruikleen zijn gegeven aan het Museum Boijmans. Museum Boijmans van Beuningen claimt dat de werken in april 1940 door de Amsterdamse bank Lisser & Rosenkranz zijn verkocht aan Daniël George van Beuningen, die de werken op zijn beurt schonk aan het museum, waardoor het museum de rechtmatige eigenaar is. In augustus 2017 werd de claim van de erfgenamen door de Rotterdamse rechtbank afgewezen. Datzelfde deden het Gerechtshof Den Haag in hoger beroep op 5 maart 2019 en de Hoge Raad in cassatie op 20 november 2020.